# Велорух у Тернополі
Велорух у Тернополі — сукупність державних та громадських організацій, спільнот велосипедистів, які мають на меті реалізацію велоініціатив задля популяризацію велотранспорту і пропаганди здорового способу життя, проведення спортивних велозмагань тощо.

## Велоспільноти

### «ВелоТернопіль»

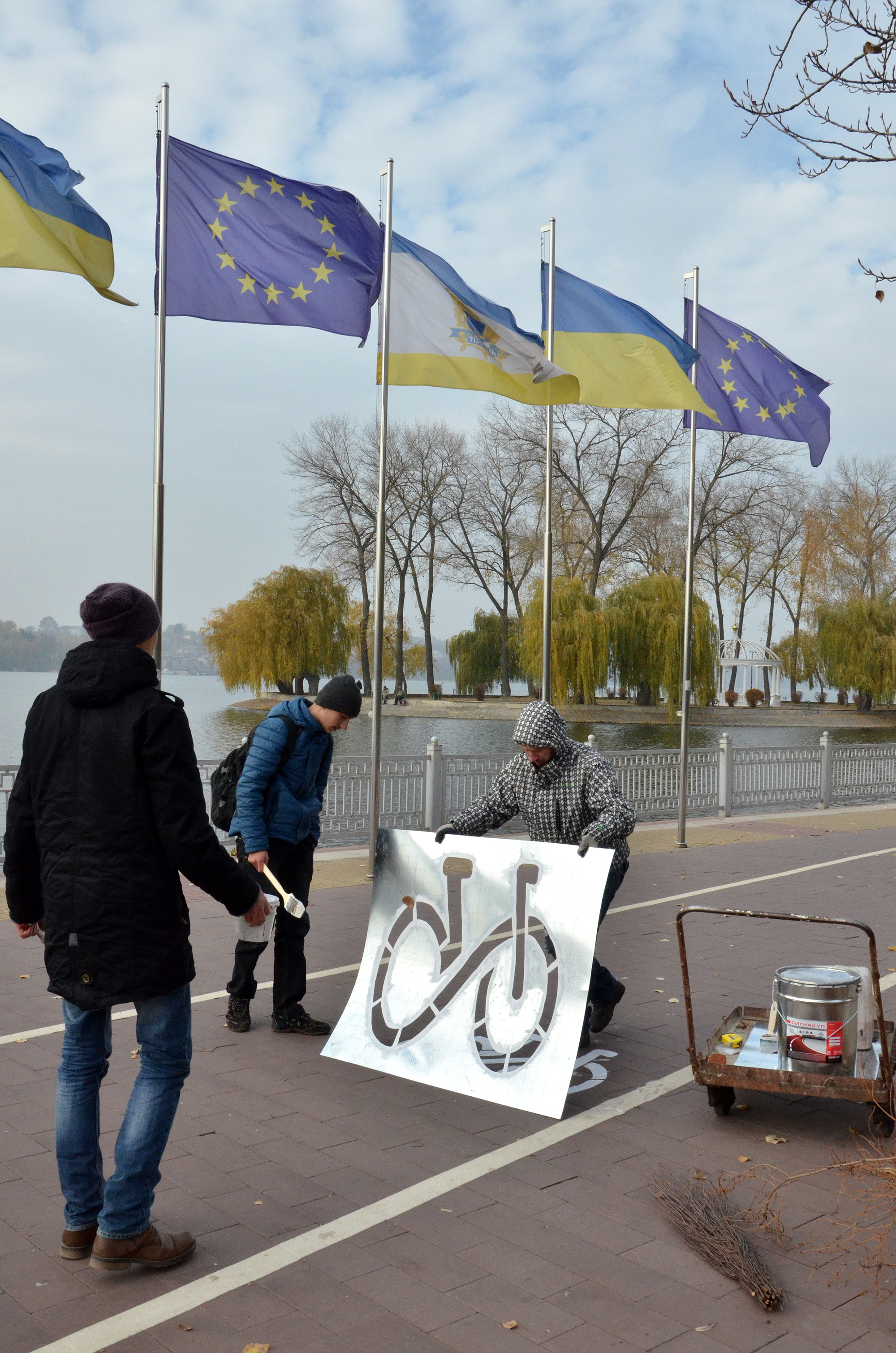
Велоактивісти наносять розмітку на велодоріжку в парку імені Тараса Шевченка

Громадська ініціатива «ВелоТернопіль» заснована 2 березня 2015 року, коли відбулася зустріч громадських активістів для обговорення програми велоруху в Тернополі.. Голова — Юрій Суходоляк (Юрі Собі).
ВелоМета: створення найкращої велоінфраструктури, популяризація велотранспорту, організація заходів, пропаганда здорового життя, підвищення рівня культури.
Велоактивісти проводять різноманітні велозаходи, такі як: Влада на роверах, ВелоШкола, ВелоПікнік, Велосипедні фотовилазки, ВелоКвест, ВелоЗмагання, ВелоФест, ВелоСім'я, ВелоКіно, ВелоЛокація та велопробіги містом.
У 2016 році за участю велоспільноти вдалося реалізувати кілька ініціатив, зокрема:
- розроблено список та визначено пріоритетність ділянок, які потребують впровадження велоінфраструктури;
- проведено зустріч робочої групи з представниками влади на якій визначено основні пріоритети сторін;
- розроблено документацію на частину проектів;
- облаштовано пандуси на бульварі Тараса Шевченка;
- розроблено документацію для встановлення 114 велостійок та розпочато їхній монтаж у різних частинах міста;
- подано на «Громадський бюджет» і виграно проект МТБпарку, автор ідеї — Олександр Козача;
- перекладено і трансльовано проморолик Європейського тижня мобільності, авторка — Оксана Кузьменко;
- велоінфраструктуру включено в проектну документацію мікрорайону № 13, автор ідеї — Сергій Гора.

### Сайти, блоги, форуми
- «Шприха» — форум тернопільської велоспільноти[6]

## Участь влади міста
У структурі Тернопільської міської ради немає органів, які би окремо займалися розвитком велоруху чи велоінфраструктури в місті. Але в міській раді є депутати, зокрема, Назар Зелінка та Іван Сороколіт, які активно підтримують велоактивістів.

## Велоініціативи
На Театральному майдані проводять різноманітні акції та змагання для велосипедистів, зокрема «Всеукраїнські Велодні». Кожної останньої п'ятниці місяця «ВелоТЕ» проводить велозаїзд «КритичнаМаса» та «ВелоПікніки».
У травні 2015 члени Товариства українських студентів-католиків «Обнова» організували велопрощу «Тернопіль-Унів».

## Велозмагання

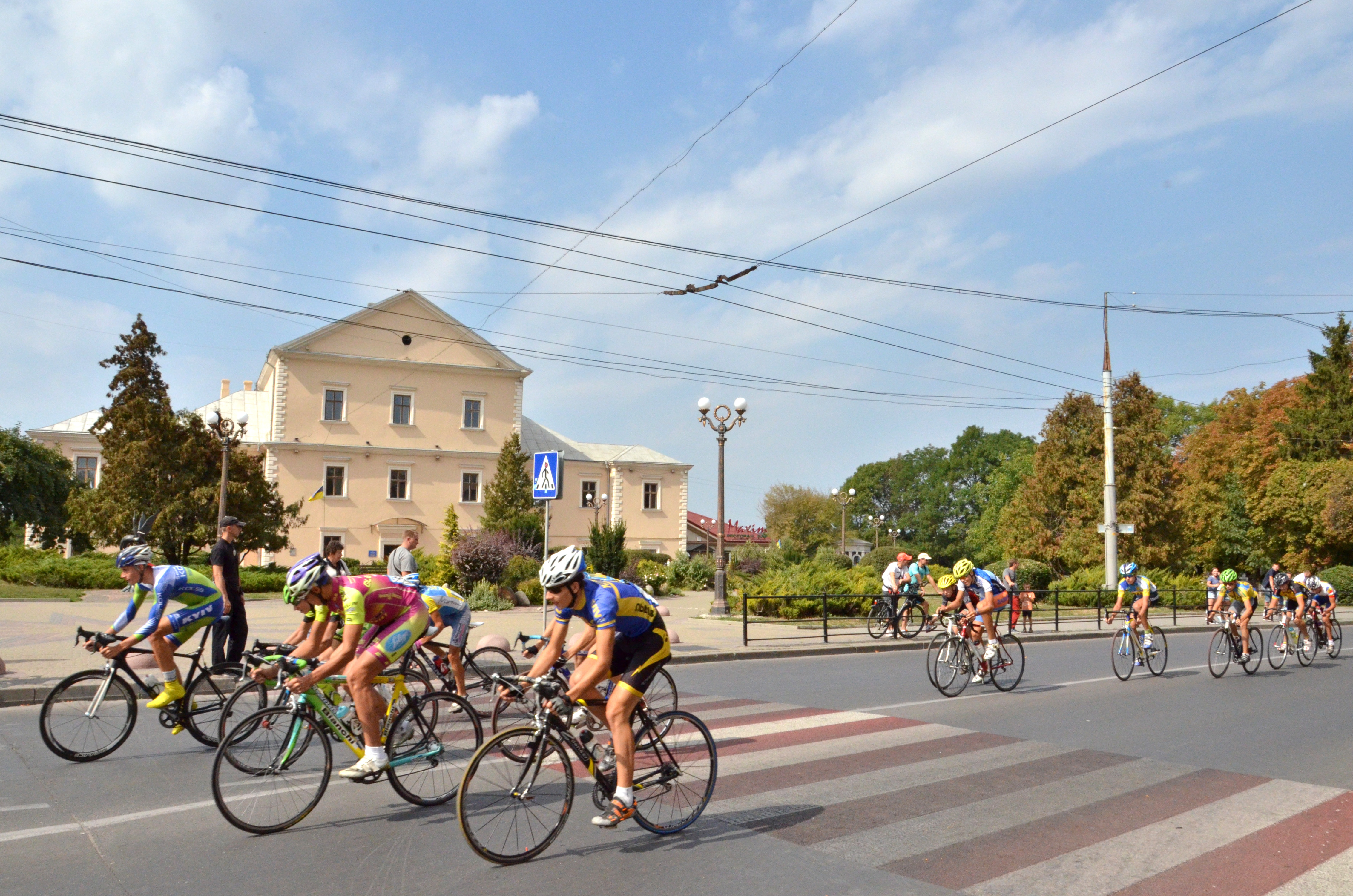
Всеукраїнські велосипедні перегони пам'яті майстра спорту Володимира Філіпенка

З 1950-х років у Тернополі та області відбувалися велосипедні змагання на приз газети «Вільне життя». Зокрема, 7—8 травня 1955 — обласні змагання, 29 травня — 3 червня 1956 — багатоденна велогонка.
Щороку від 1995-го в Тернополі юнаки та дівчата змагаються у Всеукраїнських велосипедних перегонах пам'яті майстра спорту Володимира Філіпенка.

## Велопатруль

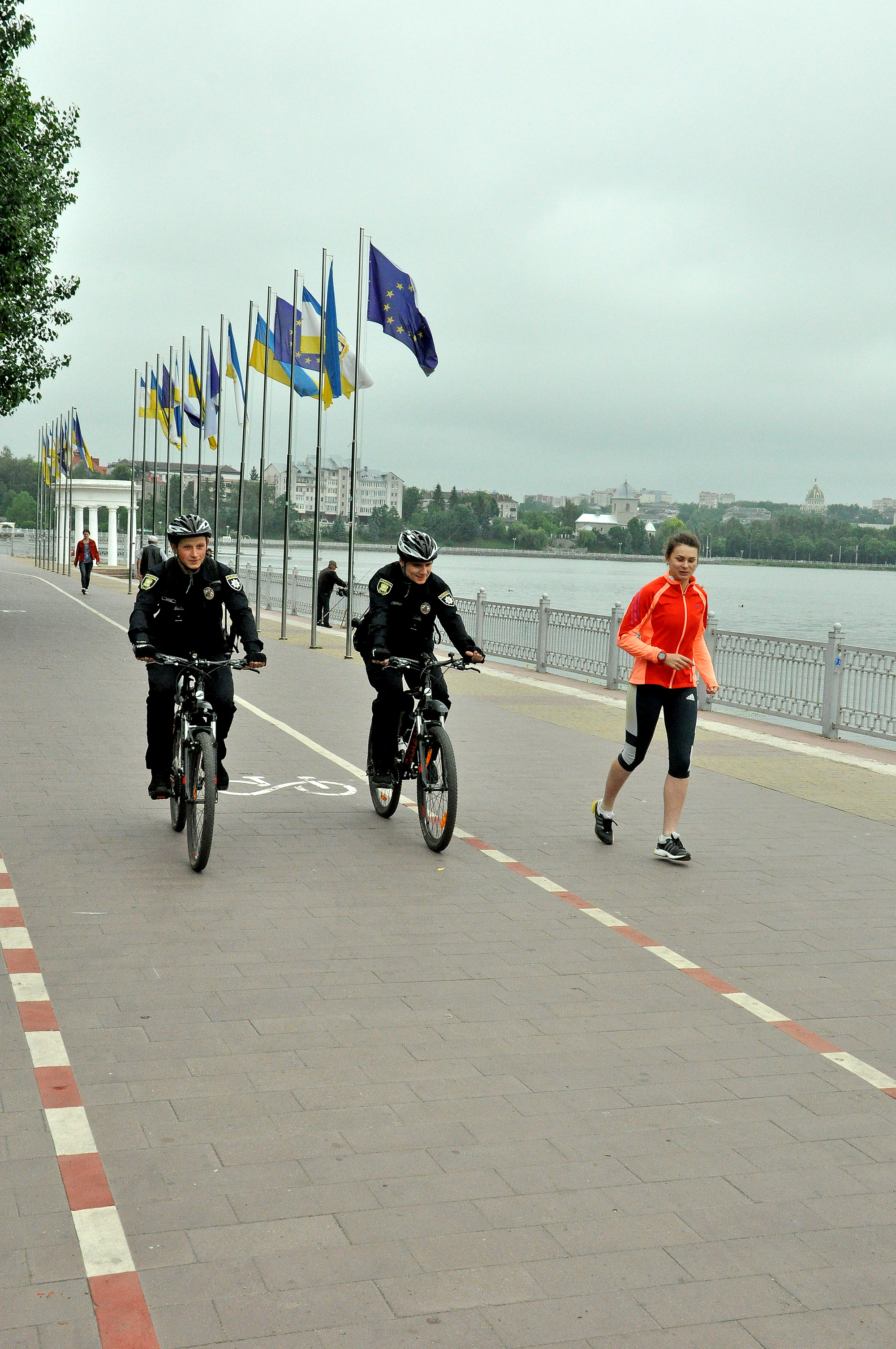
Поліційний велопатруль

У 2016 році в Тернополі з'явилися полісмени на велосипедах, які патрулюють у парках міста двома патрулями на чотирьох велосипедах. Також у поліції почали облік велосипедів і створюють велобазу для попередження крадіжок велосипедів.